# Adonisea odenwalli
Adonisea odenwalli är en fjärilsart som beskrevs av Anonymous 1904. Adonisea odenwalli ingår i släktet Adonisea och familjen nattflyn. Inga underarter finns listade i Catalogue of Life.